# Сутер, Гэри
Гэ́ри Су́тер (англ. Gary Suter; род. 24 июня 1964, Мэдисон, США) — американский хоккеист, защитник. Обладатель Кубка мира 1996 года, финалист Кубка Канады 1991 года; двукратный участник Олимпийских игр, серебряный призёр Олимпиады 2002 года в Солт-Лейк-Сити; участник двух чемпионатов мира (1985, 1992), обладатель Кубка Стэнли 1989 года в составе «Калгари Флэймз». Обладатель Колдер Трофи 1986 года. С 2011 года в зале хоккейной славы США. Гэри Сутер занимает четвёртое место по набранным очкам среди американских защитников за всю историю НХЛ.
В чемпионатах НХЛ 1145 (игр), 203+641, +120 (+/-).
В Кубке Стэнли 108 (игр), 17+56, −4 (+/-).